# 小野ゆかり
小野 ゆかり（おの ゆかり、1983年6月2日 - ）は、女性フリーアナウンサー。

## 経歴
- 広島県生まれ神奈川県育ち。
- 東海大学卒業。
- 2006年アナウンサーとしてラジオ福島入社、2009年10月退社。
- 現在はBAYFMの情報アナウンサー（日曜日担当）を務めている。

## ラジオ福島時代担当番組
- さわやかマイタウン
- バンボン・ゆかりのお菓子な二人
- 街角ぶらり旅
- かっとびワイド
- 福島トヨタさわやかMY TOWN
- 小野ゆかり　夕焼けにV